# Motocarrello

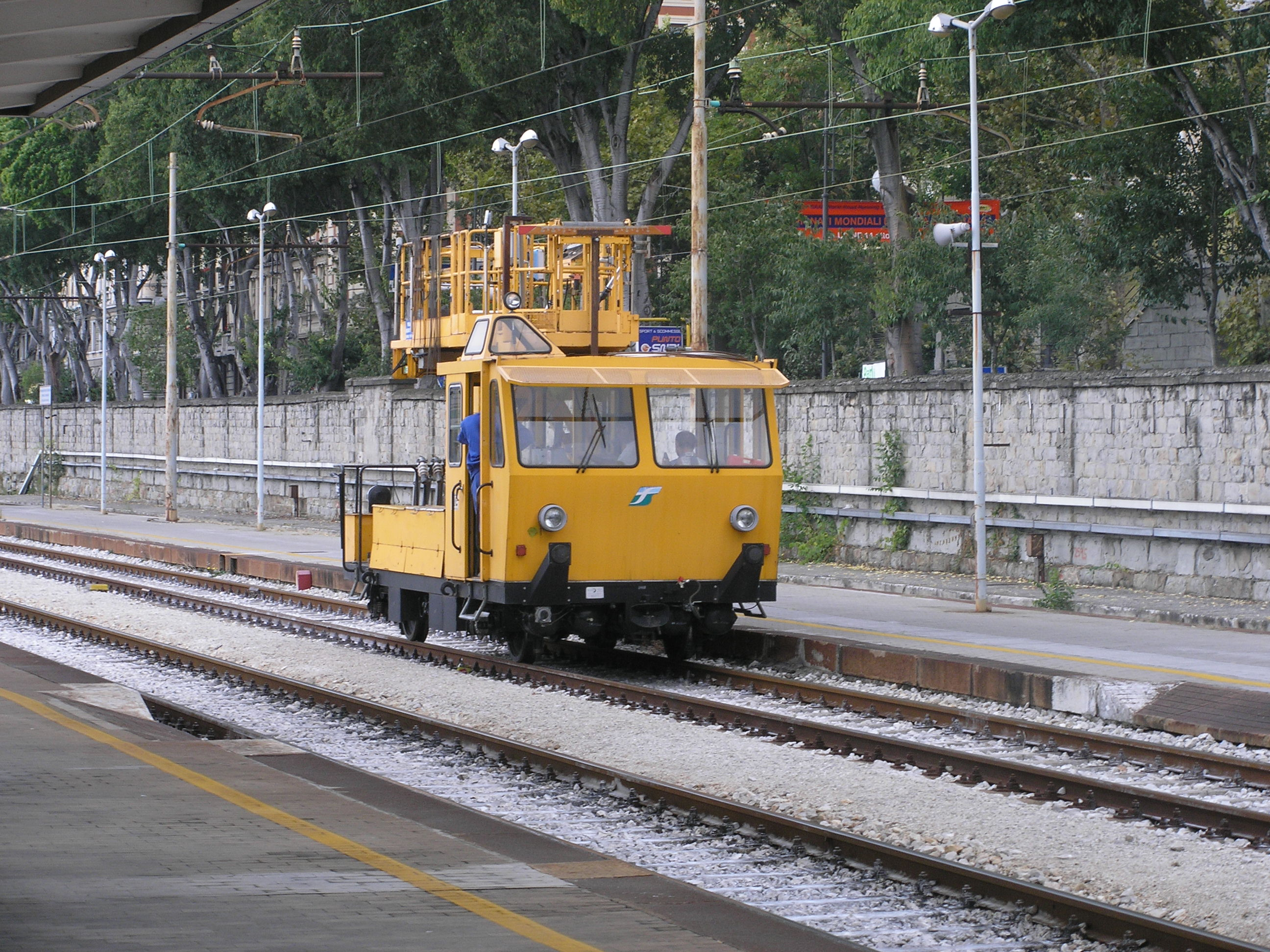
Mezzo d’opera per manutenzione impianti elettrici ferroviari

Il Motocarrello, termine gergale ferroviario del Mezzo d’opera (MDO), è un particolare tipo di rotabile ferroviario munito di motore proprio e adibito ad usi vari di servizio, manutenzione o ispezione delle linee ferroviarie.
Un motocarrello è essenzialmente costituito da un telaio sul quale sono montate le strutture specifiche per l'uso al quale è destinato: per gli impianti elettrici, per l'ispezione linee o per la piccola manutenzione delle stesse (ad esempio la sollevatrice idraulica). È di solito a due assi e munito di freno meccanico. Esempi possono essere motocarrelli spazzaneve, sgombraneve, decespugliatori, controllo erbe infestanti, ispezione ponti e per altri usi.
Un motocarrello può essere cabinato, cioè munito di carrozzeria chiusa, o aperto munito spesso di sola tettoia.
Comprende normalmente un posto di guida e una parte adibita all'uso specifico che può essere di trasporto operai e attrezzi di lavoro per la manutenzione. Può avere anche una torretta a traliccio estensibile per la manutenzione della linea aerea delle ferrovie elettrificate. Alcuni motocarrelli sono muniti di un gancio di trazione semplice per trainare piccoli vagoncini a rimorchio.